# École hypermoderne
L'école hypermoderne, aussi nommée école néoromantique, est un courant de pensée échiquéen apparu au début du XXe siècle, après la Première Guerre mondiale. « La révolution hypermoderne a laissé une trace durable dans l'histoire de l'évolution des idées stratégiques échiquéennes ».

## Origine du nom
C'est le prolifique Xavier Tartacover qui fut à l'origine de ce terme. En effet, Xavier Tartacover publie en 1924 le livre Die Hypermoderne Schachpartie (La Partie d'échecs hypermoderne) et c'est sous le terme d'« hypermoderne » qu'il qualifie le style de jeu d'Alexandre Alekhine, d'Efim Bogoljubov et de Gyula Breyer.

## Contexte historique
Le but profond des coups hypermodernes était parfois masqué par leur aspect curieux, ce courant ayant été créé en réaction au classicisme de l'École viennoise des échecs, lui-même construit en réaction aux combinaisons endiablées de l'École romantique. Ce n’est pas tant que les anciennes règles (classiques) ont été réfutées, mais on s’est plutôt rendu compte qu’elles avaient été suivies trop servilement autrefois (notamment par Siegbert Tarrasch, jugé trop dogmatique par Aaron Nimzowitsch). Les maîtres modernes faisaient face à chaque situation avec une stricte objectivité, « mais l'application de telles idées demande un bien plus grand effort de création que le jeu classique ». En pratique, l’hypermodernisme n’a pas remplacé la théorie classique de Wilhelm Steinitz et ses successeurs. Au lieu de cela, les manuels d'échecs modernes décrivent ce courant comme un prolongement de l'école classique. Par exemple, aussi bien Steinitz que Nimzowitsch sont des adeptes du jeu positionnel ; ce sont leurs manières d'y parvenir qui divergent.

## Les grands penseurs de ce courant
Les deux plus grands penseurs de ce courant sont Aaron Nimzowitsch et Richard Réti qui, dans leurs ouvrages respectifs, Mon système et Les Idées modernes aux échecs, ont décrit et vulgarisé la pensée hypermoderne.
Nimzowitsch est reconnu comme un grand pédagogue : « son exposé est brillant, efficace et divertissant. ». Mon système est considéré par Vlastimil Hort comme un livre d'échecs ayant eu une influence considérable pour chaque génération depuis sa publication en 1925
.
Harry Golombek, rédacteur en chef du British Chess Magazine et auteur d'une biographie de Réti (Reti's Best Games), a présenté Les idées modernes aux échecs comme « le meilleur livre jamais écrit sur les échecs ». Réti y aborde la stratégie échiquéenne et l'histoire de ses progrès jusqu'au jeu hypermoderne, en incluant ce dernier. Cela dit, Réti n'avait pas conscience que certaines idées positionnelles étaient connues avant ce qu'il supposait, et il a omis de mentionner, notamment, Howard Staunton, promoteur entre autres de la partie anglaise, et Louis Paulsen, promoteur entre autres de la défense sicilienne. Cependant, ces deux dernières ouvertures ont été ressuscitées par l'école hypermoderne.

## Le jeu hypermoderne
Le jeu hypermoderne s'appuie notamment sur les principes énoncés (dans Mon système en particulier) par Nimzowitsch : la surprotection, la prophylaxie, le louvoiement, appelé par Michel Roos le Lavieren. « Les idées stratégiques de Nimzowitsch couvrent par priorité les positions fermées. Aucun joueur de nos jours ne peut s'en passer ».
Quant au centre, alors que les classiques considéraient « l'occupation » du centre comme une nécessité, c'est selon Réti le « contrôle » de ce dernier qui est l'essentiel. Ce contrôle peut être exercé à distance grâce à, entre autres, la mise en fianchetto des fous, ou encore grâce à l'attaque du centre adverse par les pions des ailes. Les pions centraux de son propre camp, tout en privant ses pièces mineures de la possibilité d'occuper leurs cases centrales, peuvent en effet devenir une cible pour l'adversaire.
Ceci conduit à des ouvertures comme la défense Alekhine, avec une ligne telle que 1. e4 Cf6 2. e5 Cd5 3. d4 d6 4. c4 Cb6 5. f4 (l'attaque des quatre pions) où les Blancs ont un centre de pions impressionnant pour le moment, mais vulnérable à long-terme, auquel les Noirs comptent bien s'attaquer dans un second temps.
Un autre exemple-type est le début Réti, où les Blancs laissent flexible la position de leurs pions pour décider ultérieurement où les jouer en fonction du dispositif adverse. C'est le cas des Noirs dans la défense nimzo-indienne.

## Les ouvertures
En remettant en cause la conception du centre, c'est principalement dans la théorie des ouvertures que l'hypermodernisme a laissé une empreinte profonde. Les ouvertures considérées comme hypermodernes se refusent pour l'essentiel à occuper prématurément le centre mais préfèrent le contrôler par des pions ou des pièces, quitte à pousser l'adversaire à occuper le centre par ses pions pour mieux les attaquer par la suite. En voici une liste non exhaustive pour les deux camps :

### Pour les blancs
- le début Réti
- la partie catalane
- le début Larsen
- l'ouverture du fianchetto-roi
- l'attaque est-indienne

### Pour les noirs
- la défense Alekhine
- la défense est-indienne
- la défense ouest-indienne
- la défense nimzo-indienne
- la défense Bogo-indienne
- la défense Grünfeld-indienne
- la défense moderne
- la défense Nimzowitsch
- la défense Pirc

## Parties d'exemples
Aaron Nimzowitsch - Georg Salwe, Carlsbad 1911, (en) Partie commentée sur ChessGames.com
1. e4 e6 2. d4 d5 3. e5 c5 4. c3 Cc6 5. Cf3 Db6 6. Fd3 {ce coup, constitutif du gambit Milner-Barry, est généralement joué avec l'idée de sacrifier le pion en d4 après : 6...cxd4 7. cxd4 Fd7 (7...Cxd4? 8. Cxd4 Dxd4?? 9. Fb5+).} 6...Fd7 7. dxc5 {!!} {un scandale pour un grand maître de l'école classique, tel Tarrasch : abandonner le centre, échanger un pion central contre un pion latéral ?} Fxc5 8. 0-0 f6 {les Noirs cherchent à réfuter de suite le jeu des Blancs en leur échangeant leur dernier pion central.} {le succès monte à la tête des Noirs qui se précipitent avidement sur le dernier rejeton de cette grande et fière famille de pions, pour le détruire. Le mot d'ordre guerrier des Noirs est : « place au pion e6 ». Mais il va y avoir des surprises} 9. b4! {pour protéger e5 de façon efficace ; De2 le protègerait aussi, mais pas de façon durable, puisque les Noirs répliqueraient par une série d'échanges 9...fxe5 10. Cxe5 Cxe5 11. Dxe5 Cf6 et le bloqueur De5 peut être facilement délogé.} 9...Fe7 10. Ff4 {le point fort des Blancs est la case e5, au contact duquel la force des pièces blanches est accrue.} fxe5 {une fois de plus, la manœuvre d'échange dont nous avons maintes fois parlé, mais qui survient cette fois-ci sans motif véritable, puisque le nouveau bloqueur Fe5 est d'une santé exceptionnellement robuste.} {Ce n'est pas le nombre de pions au centre qui compte mais la solidité de ce dernier.} 11. Cxe5 Cxe5 12. Fxe5 Cf6 13. Cd2 {À 13. Dc2? les Noirs répliquent par 0-0! 14. Fxf6 Txf6 15. Fxh7+ Rh8 16. Fg6 (ou Fd3) e5!. Les Blancs ont gagné un pion, mais les Noirs ont vaincu le « blocage » et sont sur le pied de guerre au centre. Les Blancs sont sans doute perdus.} 0-0 14. Cf3 Bd6 15. De2 Tac8 16. Fd4 Dc7 17. Ce5 Fe8 18. Tae1 Fxe5 19. Fxe5 Dc6 20. Fd4 {forçant le Fe8, qui louche aussi vers h5, à se décider.} Fd7 21. Dc2 Tf7 22. Te3 b6 23. Tg3 Rh8 24. Fxh7 {!} e5 25. Fg6 Te7 26. Te1 Dd6 27. Fe3 d4 28. Fg5 Txc3 29. Txc3 dxc3 30. Dxc3 Rg8 31. a3 Rf8 32. Fh4 Fe8 33. Ff5 Dd4 {les Blancs vont échanger, ayant un avantage matériel.} 34. Dxd4 exd4 35. Txe7 Rxe7 36. Fd3 Rd6 {permet une transformation de nature d'une partie de l'avantage : les Blancs rendent la paire de Fous pour obtenir un pion h éloigné et donc gagnant.} 37. Fxf6 gxf6 38. Rf1 Fc6 39. h4 1-0.
Richard Réti - Efim Bogoljubov, tournoi de New York 1924, (en) Partie commentée sur ChessGames.com
1. Cf3 Cf6 2. c4 e6 3. g3 d5 4. Fg2 Fd6 5. 0-0 0-0 6. b3 Te8 7. Fb2 {Le double fianchetto, parfaitement accepté aujourd'hui, suscitait chez les tenants de la vieille école un mépris tout particulier.} Cbd7 8. d4 {Les Noirs n'ont pas de moyen de développement pour leur Fou de cases blanches.} c6 9. Cbd2 Ce4 (9...e5 10. cxd5 cxd5 11. dxe5 Cxe5 12. Cxe5 Fxe5 13. Fxe5 Txe5 14. Cc4 Te8 15. Ce3 Be6 16. Dd4 permet aux Blancs d'attaquer directement le pion-dame isolé.} 10. Cxe4 dxe4 11. Ce5 f5 {forcé.} 12. f3 {C'est la bonne stratégie. Après l'affaiblissement de leur position au centre par les Noirs, les Blancs doivent immédiatement tenter d'ouvrir la position.} exf3 13. Fxf3 {13. exf3 ? car il faut jouer f3 puis e4.} Dc7 {13...Cxe5 14. dxe5 Fc5+ 15. Rg2 Fd7 16. e4 et les Blancs détiennent un avantage décisif.} 14. Cxd7 Fxd7 15.e4 e5 16. c5 Ff8 17. Dc2 exd4 {17...fxe4 ? perdrait du matériel ; 18. Fxe4 et h7 et e5 sont en prise.} 18. exf5 Tad8  {18...Te5 19. Dc4+ Rh8 20. f6 !.} 19. Fh5 ! Re5 20. Fxd4 Txf5 {20...Td5 21. Dc4 Rh8 22. Fg4.} 21. Txf5 Fxf5 22. Dxf5 Txd4 23. Tf1 Td8 {l'énergie retenue des Blancs a servi à une liquidation des pions centraux ; les Noirs liés par ce combat ont dû céder la colonne ouverte f aux Blancs et la 8e rangée est faible. Les Noirs sont perdus.} 24. Ff7+ Rh8 25. Fe8 {Après 25...Fxc5+, les Noirs perdent au minimum le Fou.} 1-0.
Alekhine : « Cette partie a obtenu à juste titre le premier prix de beauté du tournoi. »

## Autres parties remarquables
- Immortelle du Zugzwang, Copenhague, 1923
- Johner - Nimzowitsch, Dresde, 1926